# Elzbieta Ettinger
 (juin 2014).
Si vous disposez d'ouvrages ou d'articles de référence ou si vous connaissez des sites web de qualité traitant du thème abordé ici, merci de compléter l'article en donnant les références utiles à sa vérifiabilité et en les liant à la section « Notes et références ».
Elżbieta Ettinger est une auteure polonaise née à Varsovie le 19 septembre 1925 et morte le 12 mars 2005.

## Biographie
Fille d'Emmanuel Ettinger et de Regina Stahl, Elzbieta Ettinger est née à Łódź. En 1940, elle est enfermée avec sa famille dans le ghetto de Varsovie. Là, elle participe à la confection des archives Ringelblum au sein de l'Oyneg Shabbos. Elle parvient à s'échapper du ghetto quelques mois avant sa liquidation. Cachée sous une identité catholique, elle participe activement à la résistance polonaise. Elle est employée par les Allemands, ce qui lui permet de faire passer à la résistance des renseignements. Elle participe à l'assassinat de plusieurs officiers allemands. Socialiste convaincue, elle fait le choix de rester en Pologne après la Seconde Guerre mondiale. Elle reprend ses études et est diplômée de sciences politiques et de littérature anglaise et américaine. Elle obtient un doctorat de littérature américaine à l'université de Varsovie en 1966. Elle travaille au ministère des Affaires étrangères puis plus tard comme traductrice. Mais elle refuse de se taire devant la nature totalitaire du régime mis en place par les Soviétiques.
La vague d'antisémitisme qui secoue la Pologne dans les années soixante la pousse à émigrer aux États-Unis où elle poursuit une carrière universitaire dans le Massachusetts. Elle décide d'écrire Kindergarten, un roman destiné à briser l'image que les États-Unis ont de la Shoah en Pologne basée sur l'antisémitisme polonais et la passivité juive[pas clair]. Il est publié en 1968 et a un grand retentissement. Il est publié en France en 1971 sous le titre des Enfants de Varsovie. Son second roman publié en 1989, Quisksand, non traduit en français, raconte la vie dans la Pologne d'après-guerre.
Elle est aussi connue pour deux essais biographiques. Rosa Luxemburg, publié en 1987, livre dans lequel elle traite davantage de l'intimité, voire de la sentimentalité de la militante communiste que de ses idées politiques, et surtout le controversé Hannah Arendt et Martin Heidegger publié en 1994. Ce livre raconte la relation trouble entre la philosophe juive et le philosophe allemand aux sympathies nazies. Elżbieta Ettinger utilise la correspondance entre Heidegger et Arendt, longtemps indisponible pour les spécialistes.

## Œuvres

### En français
- Les Enfants de Varsovie, Grasset, 1971
- Rosa Luxemburg,une vie, Belfond, 1990
- Hannah Arendt et Martin Heidegger, Seuil 1995

### En anglais
- Quicksand, Pandora, 1989